# Seleção Salvadorenha de Futebol
A Seleção Salvadorenha de Futebol (Selección Salvadoreña de Fútbol em espanhol) representa El Salvador no futebol internacional e é sancionada pela Federación Salvadoreña de Fútbol (FESFUT). Em 1899, Santa Ana e San Salvador reuniram-se para o primeiro jogo de futebol em El Salvador. O primeiro jogo da seleção de El Salvador foi em setembro de 1921, quando foram convidados para participar de um torneio para comemorar os 100 anos da Independência da América Central.
El Salvador disputou duas Copas do Mundo da FIFA: a primeira em 1970 e depois em 1982, mas nunca foi além da primeira fase do torneio. Foram os campeões da CCCF de 1943, e terminaram em segundo lugar em 1941 e 1961. Eles competiram nos torneios regionais da CONCACAF por treze vezes, terminando como vice-campeões em 1963 e 1981. La Selecta também compete na bienal Copa das Nações UNCAF, nos Jogos Pan-Americanos, Jogos Olímpicos e conseguiram duas medalhas de ouro nos Jogos Centro-Americanos e do Caribe.
O Estádio Cuscatlán, também conhecido como "El Coloso de Montserrat" e "La Catedral del Espectaculo", é o estádio oficial da seleção. Desde 2008, a equipe nacional tem um contrato de patrocínio com a inglesa Mitre. Raúl Díaz Arce é o maior artilheiro da seleção com 39 gols entre 1991 e 2000, enquanto Alfredo Pacheco (falecido em 2015) é o jogador com mais aparições na equipe (86 jogos). A seleção de El Salvador é atualmente treinada por Hugo Pérez, que disputou a Copa de 1994 pelos Estados Unidos.
Na Copa do Mundo de 1982, El Salvador sofreu a maior goleada da história das Copas, um 10 a 1 a favor dos magiares. Já havia sofrido a maior goleada da Copa do Mundo de 1970, 4 x 0 para o México, na que foi, entre as maiores goleadas de cada Copa, a com menor diferença de gols.

## História

### O começo da seleção
O futebol salvadorenho nasceu na cidade de Santa Ana em um campo chamado Campo de Marte. Foi a primeira vez que o futebol foi jogado em El Salvador. Aquele primeiro jogo deu-se no dia 26 de julho de 1899, com jogadores de Santa Ana e de San Salvador. Ambas as equipes tinham jogadores estrangeiros da Inglaterra, que é creditada como a responsável pela entrada do futebol em El Salvador. A equipe local venceu por 2-0.
Apesar de El Salvador ter jogado poucos jogos no início do século XX, eles não se tornaram uma seleção completa até 1921, quando jogadores, como José Pablo Huezo, Carlos Escobar Leiva e Santiago Barrachina, revolucionaram o futebol no país. Em setembro de 1921, El Salvador foi convidado a ir para a Guatemala para fazer parte dos Jogos do Centenário da Independência, para celebrar os 100 anos da Independência da América Central. O torneio estava comprometido, já que apenas Guatemala, Honduras, Costa Rica e El Salvador estavam aptas a participar. Pelo fato, guatemaltecos e costarriquenhos tinham mais experiência com futebol do que os salvadorenhos e os hondurenhos. Foi um torneio eliminatório, ou formato de rodízio, com a Guatemala jogando contra Honduras e El Salvador, contra a Costa Rica. El Salvador, que estava vestindo shorts brancos e camisas pretas, experimentou o clássico esquema táctico 2-3-5 com Carlos Escobar Levya; Santiago Barrachina, José Pablo Huezo; Benjamín Sandoval, Emilio Dawson e o francês Emilio Detruit; Víctor Recinos, os irmãos Guillermo e José Alcaine, Guillermo Sandoval e Enrique Lindo. Pelo primeiro tempo, a Costa Rica já vencia por 3-0, e ao final dos 80 minutos (40 minutos para cada tempo), a seleção costarriquenha acabou vencendo por 7-0. Apesar da derrota, este torneio é visto por muitos como o estopim da seleção de El Salvador.[carece de fontes?]
Depois do torneio da Guatemala de 1921, El Salvador só jogou outros 3 amistosos internacionais, contra a Costa Rica e contra Honduras. El Salvador perdeu a primeira partida de 3-0 contra a Costa Rica, enquanto as segunda e terceira partidas perdeu de 1-0 e empatou sem gols contra Honduras. Em 7 de dezembro de 1928, El Salvador registrou sua primeira vitória: um 5-0 sobre Honduras, a equipe que se tornaria tempos mais tarde sua principal rival. A partida foi jogada em Campo Marte, em San Salvador, e não foi só a primeira vitória de El Salvador, mas foi a primeira vez que a seleção marcou pelo menos 1 gol em uma partida internacional. No dia, Gustavo "Taviche" Marroquin tornou-se o primeiro jogador salvadorenho a marcar 5 gols em uma única partida pela seleção de El Salvador, uma façanha mais tarde igualada por Miguel Cruz e Rudis Corrales.

### Anos 1930
No início dos anos 1930, El Salvador designou seu primeiro técnico oficial, o estadunidense Mark Scott Thompson, em preparação para os Jogos Centro-Americanos de 1930 em Havana, Cuba. El Salvador terminou em quarto lugar. A Federación Salvadoreña de Fútbol, a organização oficial de futebol de El Salvador, foi fundada em 1935. Nessa, El Salvador eram treinada pelo espanhol Pablo Ferre Elías. Os Jogos Centro-Americanos de 1935, hospedados por El Salvador, teve lugar no novo estádio financiado pelo governo, o Estádio Flor Blanca: na época, o maior estádio do país. A seleção salvadorenha consistia de Edmundo Majano como goleiro; Tobias Rivera e Raúl Castro na defesa; Américo Gonzalez e Napolean Cañas como meio-campistas; e Alex Morales, Rogelio Aviles, Fidel Quintanilla, Miguel "Americano" Cruz e Andres Hernandez como atacantes. Anteriormente, a seleção usava camisas listradas em preto e branco, e esta foi a primeira vez que apareceram com uma nova faixa azul. A equipe melhorou seu desempenho ao longo dos jogos anteriores, terminando em terceiro lugar como vencedores da medalha de bronze.
Em 1938, a Federación Salvadoreña de Fútbol tornou-se afiliada à FIFA. Mais uma vez, a seleção de El Salvador participou dos Jogos Centro-Americanos de 1938, no Panamá, que foi vencido pelo México, com a Costa Rica em segundo lugar. El Salvador venceu dois jogos e perdeu três de cinco jogados. A disputa do terceiro lugar entre Colômbia e El Salvador foi agendada, mas foi cancelada devido ao mau estado físico dos jogadores. El Salvador terminou em quarto lugar pelo saldo de gols.

### Anos 1940-1950
Em 26 de abril de 1940, a primeira federação nacional de futebol foi aprovada, com o Dr. Luis Rivas Palacios como presidente. Em 1941, a primeira competição internacional na CONCACAF, o corpo governante do futebol continental na América do Norte, América Central e Caribe, a Campeonato Centro-Americano e Caribenho (CCCF) teve lugar na Costa Rica. El Salvador participou pela primeira vez ao lado de equipes como Costa Rica, Curaçao, Panamá e Nicarágua. El Salvador foi vice-campeão, tendo duas vitórias, um empate e uma derrota.
O CCCF de 1943 teve lugar em San Salvador com a participação de Guatemala, Nicarágua e Costa Rica. A seleção salvadorenha foi treinada pelo ex-jogador Américo González. No final do torneio, El Salvador e Guatemala terminaram com o mesmo número de pontos e por isso tiveram de jogar um desempate. Em 21 de dezembro, Guatemala não apareceu para o jogo, resultando em El Salvador declarando-se vencedor do Campeonato por saldo de gols. Este foi o primeiro título internacional da seleção. A vitória de El Salvador de 10-1 sobre a Nicarágua atingiu o recorde da equipe como maior número de gols marcados em um só jogo. Foi também a segunda vez que um jogador de El Salvador (Miguel "Americano" Cruz) marcou cinco gols em uma única partida. El Salvador participou do CCCF de 1946, hospedado na Costa Rica, ao lado de seis outros participantes. A seleção terminou em segundo lugar, vencendo três partidas e perdendo duas. Em 1948, a seleção de El Salvador participou de seu quarto CCCF, desta vez na Guatemala, junto às equipes de cinco outros países. Pela terceira vez, a Costa Rica venceu o campeonato, e El Salvador terminou em quinto.
El Salvador foi convidado pelo Brasil, mas recusou um convite para jogar a Copa do Mundo FIFA de 1950, e não participou das eliminatórias para as Copas do Mundo seguintes, em 1954, 1958, 1962 e 1966. As razões para essas recusas seriam possivelmente devido a problemas econômicos, já que naquela época, eles nunca tinham jogado tão longe de casa. Naquela época, tinha-se um bom quadro de jogadores como o goleiro Manuel "Tamalon" Garay, Rafael "Chapuda" Reyes, Conrado Miranda, Miguel "Americano" Cruz, Rafael Corado, Mando Rivas, entre outros.

## Desempenho em Copas do Mundo
- 1930 a 1934: Não se inscreveu.
- 1938 a 1950: Desistiu.
- 1954 a 1966: Não se inscreveu.
- 1970: Primeira fase
- 1974 a 1978: Não se classificou.
- 1982: Primeira fase
- 1986 a 2022: Não se classificou.
- 2026: A definir.

## Desempenho na Copa Ouro
- 1991 a 1993: Não se classificou
- 1996: Primeira Fase
- 1998: Primeira Fase
- 2000: Não se classificou
- 2002: Quartas de final
- 2003: Quartas de final
- 2005: Não se classificou
- 2007: Primeira Fase
- 2009: Primeira Fase
- 2011: Quartas de final
- 2013: Quartas de final
- 2015: Primeira Fase
- 2017: Quartas de final
- 2019: Primeira Fase
- 2021: Quartas de final

## Recordes
| #  | Nome             | Jogos | Gols | Período na seleção |
| -- | ---------------- | ----- | ---- | ------------------ |
| 1  | Alfredo Pacheco  | 86    | 7    | 2002–2013          |
| 2  | Dennis Alas      | 83    | 3    | 2001–2012          |
| 3  | Leonel Cárcamo   | 82    | 0    | 1988–2000          |
| 4  | Marvin González  | 81    | 1    | 2002–2011          |
| 5  | Rudis Corrales   | 78    | 17   | 2001–2011          |
| 5  | Ramón Sánchez    | 78    | 2    | 2003–2012          |
| 7  | Osael Romero     | 77    | 16   | 2007–2013          |
| 8  | Guillermo Rivera | 76    | 15   | 1988–2000          |
| 8  | Jorge Rodríguez  | 76    | 9    | 1995–2004          |
| 10 | Jaime Alas       | 75    | 6    | 2010–              |

| #  | Nome                   | Gols | Jogos | Média por jogo | Período na seleção |
| -- | ---------------------- | ---- | ----- | -------------- | ------------------ |
| 1  | Raúl Díaz Arce         | 39   | 55    | 0.71           | 1991–2000          |
| 2  | Mágico González        | 21   | 62    | 0.338          | 1976–1998          |
| 3  | Rodolfo Zelaya         | 23   | 53    | 0.43           | 2008–              |
| 4  | Juan Francisco Barraza | 19   | 40    | 0.475          | 1953–1969          |
| 4  | José María Rivas       | 19   | 47    | 0.404          | 1979–1989          |
| 6  | Rudis Corrales         | 17   | 78    | 0.22           | 2001-2011          |
| 7  | Luis Ramírez Zapata    | 16   | 58    | 0.27           | 1971–1989          |
| 7  | Nelson Bonilla         | 16   | 48    | 0.33           | 2012–              |
| 7  | Osael Romero           | 16   | 77    | 0.205          | 2007–2013          |
| 10 | Miguel Cruz            | 15   | 14    | 1.07           | 1935–1950          |
| 10 | Eliseo Quintanilla     | 15   | 69    | 0.22           | 2006–2012          |
| 10 | Guillermo Rivera       | 15   | 76    | 0.2            | 1988–2000          |

## Treinadores
| Nome                    | Período na Seleção |
| ----------------------- | ------------------ |
| Mark Scott Thompson     | 1930–1935          |
| Pablo Ferré Elías       | 1935–1938          |
| / Máximo Garay          | 1940–1941          |
| Mickey Slade            | 1941–1943          |
| Américo González        | 1943–1948          |
| Rodolfo Orlandini       | 1949–1951          |
| Marcelo Estrada         | 1953               |
| Carbilio Tomasino       | 1954–1959          |
| Emilio Guardado         | 1959–1960          |
| Conrado Miranda         | 1961               |
| Luis Comitante          | 1963               |
| Hernán Carrasco Vivanco | 1965–1967          |
| Rigoberto Guzmán        | 1968               |
| Gregorio Bundio         | 1968–1970          |
| Hernán Carrasco Vivanco | 1970               |
| Conrado Miranda         | 1971               |
| Hector Alfredo D'Angelo | 1972               |
| Jorge Tupinambá         | 1973               |
| Mauricio Rodríguez      | 1973–1974          |
| Conrado Miranda         | 1975               |
| Marcelo Estrada         | 1975–1976          |
| Raúl Alfredo Magaña     | 1976               |
| Aurélio Pinto Beltrão   | 1976               |
| Juan Ricardo Faccio     | 1977               |
| Julio Contreras         | 1977               |
| Ricardo Tomasino        | 1978               |
| Raúl Alfredo Magaña     | 1979               |
| Salvador Mariona        | 1979               |
| Mauricio Rodríguez      | 1979–1982          |
| Armando Palma           | 1983               |
| Raúl Alfredo Magaña     | 1984               |
| Juan Quarterone         | 1984–1985          |
| Paulo Roberto Cabrera   | 1986               |
| Raúl Alfredo Magaña     | 1987               |
| Milovan Đorić           | 1988               |
| Miroslav Vukašinović    | 1988–1989          |
| Conrado Miranda         | 1989               |
| Kiril Dojčinovski       | 1989               |
| Óscar Benítez           | 1991               |
| Jorge Aude              | 1991               |
| Aníbal Ruiz             | 1992               |
| Jorge Vieira            | 1993               |
| Néstor Matamala         | 1993               |
| Ricardo Tenorio         | 1993               |
| Kiril Dojčinovski       | 1994               |
| José Omar Pastoriza     | 1995–1996          |
| Armando Palma           | 1996               |
| Milovan Đorić           | 1997               |
| Kiril Dojčinovski       | 1998               |
| Julio Escobar           | 1998               |
| Marinho Peres           | 1999               |
| Ricardo Tenorio         | 1999               |
| Óscar Benítez           | 1999-2000          |
| Carlos Recinos          | 2000–2002          |
| Juan Ramón Paredes      | 2002–2004          |
| Armando Palma           | 2004               |
| Carlos Cavagnaro        | 2005               |
| Miguel Aguilar          | 2005–2006          |
| Carlos de los Cobos     | 2006–2009          |
| José Luis Rugamas       | 2010–2011          |
| Rubén Israel            | 2011–2012          |
| Juan de Dios Castillo   | 2012               |
| Agustín Castillo        | 2012–2013          |
| Mauricio Alfaro         | 2014               |
| Albert Roca             | 2014–2015          |
| Jorge Rodríguez         | 2015               |
| Ramón Maradiaga         | 2015–2016          |
| Eduardo Lara            | 2016–2017          |
| Carlos de los Cobos     | 2018–2021          |
| / Hugo Pérez            | 2021–              |